# Ángel músico
Ángel músico es un cuadro del pintor italiano Rosso Fiorentino, fechado en 1521 y pintado al óleo sobre tabla. Su nombre oficial en la Galería Uffizi, donde se conserva, es Ángel músico (en italiano Angelo musicante) pero la obra también es conocida con otras variantes tales como Querubín tocando un laúd o Angelito musical o Putto tocando. Se trata de un fragmento superviviente de una tabla de altar perdida, mucho más grande. En su estado actual mide 39'5 x 47 cm.

## Historia y descripción
El cuadro entró en la Tribuna de los Uffizi el 29 de junio de 1605, correctamente atribuido a Rosso Fiorentino. No obstante, posteriormente figuró en los inventarios de 1635-1638, 1704 y 1753 como obra de Domenico Beccafumi, y en el de 1784 como de Francesco Vanni, y no fue hasta 1825 en que se restituyó la atribución a Rosso Fiorentino.
La obra está, en teoría, firmada y fechada (R(u)beus florentini fe (cit?) MDXXI ), si bien la inscripción fue cubierta por una capa de pintura negra posterior y no se descubrió hasta que se practicó a la obra una reflectografía durante un proceso de restauración. No se sabe si esta inscripción es de la mano del propio Rosso o si alguien la realizó cuando el retablo fue desmembrado, para transmitir la memoria de su autor.
Las pruebas reflectográficas han revelado también que bajo el fondo oscuro está representada parte de una estructura arquitectónica, a cuyos pies estaba el angelito músico, como en ciertas composiciones de Fray Bartolomeo o Rafael.

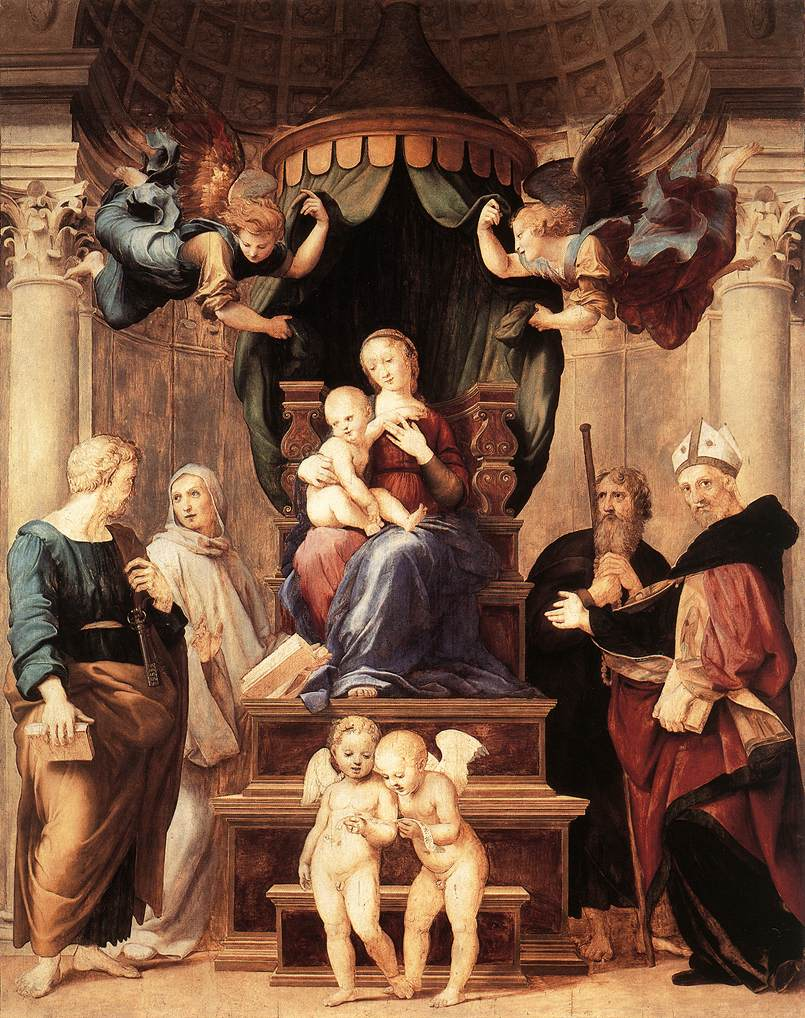
Madonna del baldaquino, de Rafael, hacia 1507-1508, Galería Palatina (Palacio Pitti), Florencia
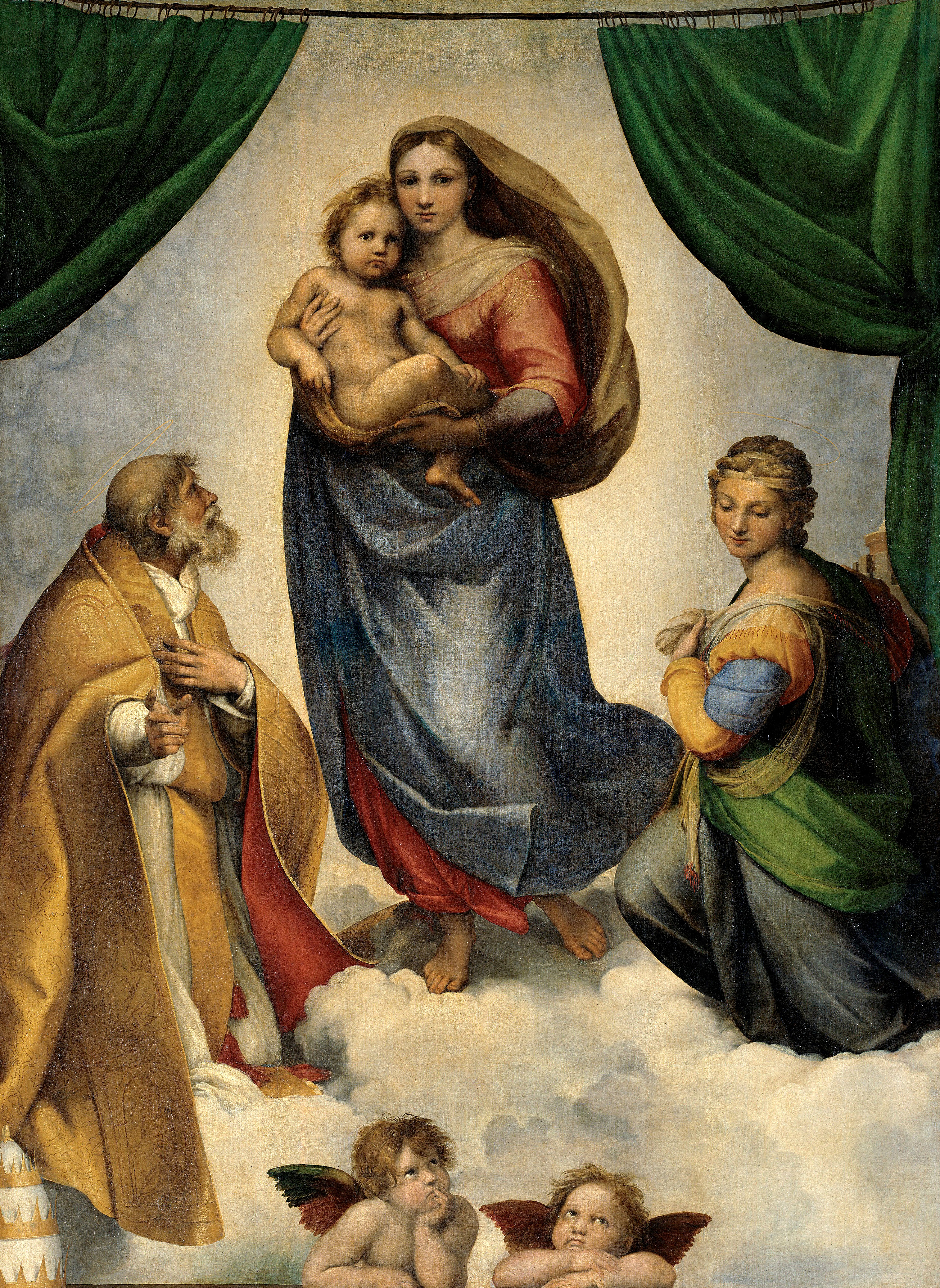
Madonna Sixtina,[2] de Rafael, 1512/1513, Galería de Pinturas de los Maestros Antiguos, Dresde
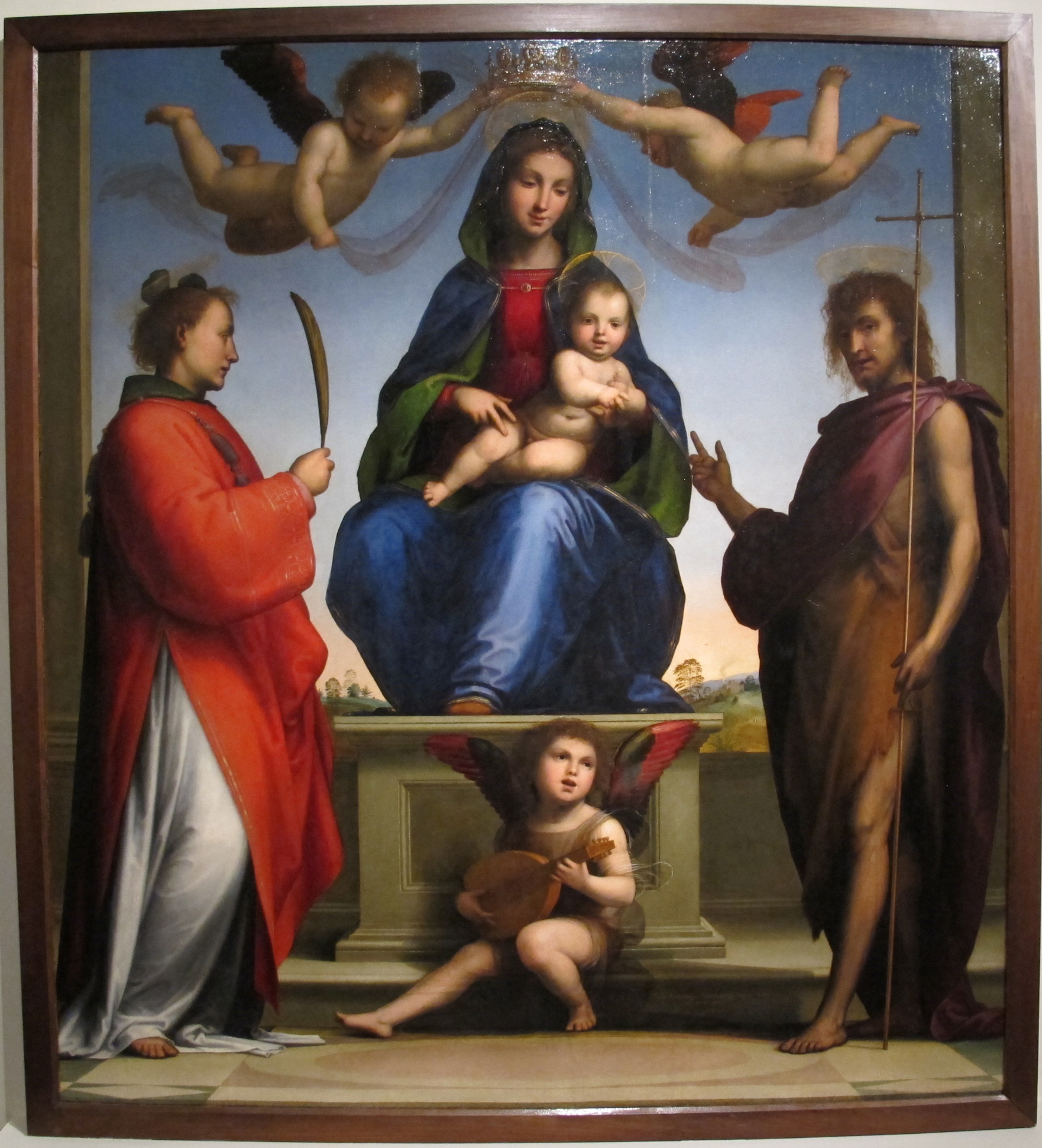
Madonna del Santuario, de Fray Bartolomeo, 1509, Museo Nazionale di Villa Guinigi, Lucca

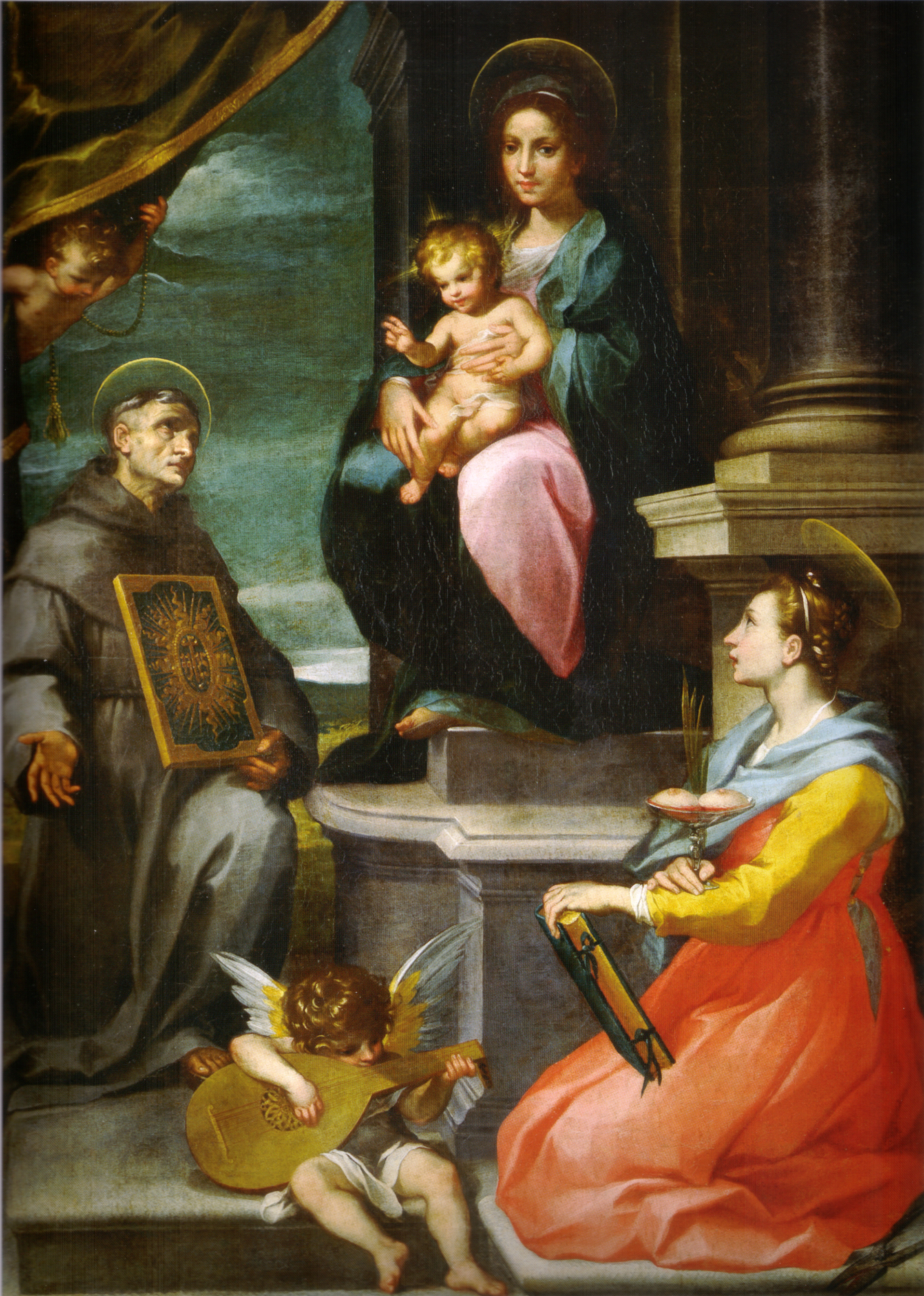
Virgen entronizada entre san Bernardino de Siena y santa Ágata, de Francesco Vanni (Asciano)

El aspecto de la composición original puede conocerse gracias a la Sacra Conversazione o La Virgen entronizada entre san Bernardino de Siena y santa Ágata pintada hacia 1600 por Francesco Vanni y conservada en la iglesia de Santa Ágata en Asciano.
El niño alado aparece acostado sobre el instrumento, un laúd, casi más grande que él, mientras lo toca con amoroso compromiso y total absorción. Toques de rojo en las alas, mejillas y punta de la nariz animan la orquestación cromática, en la que se alternan tonos fríos en la tez y plumas de las alas, y tonos cálidos en la madera del instrumento. La naturaleza poco convencional y caprichosa del artista se puede ver en los indomables rizos del cabello. Destaca el dominio de los efectos de iluminación, por ejemplo en el perfil apenas iluminado por una larga pincelada de blanco en el ala izquierda, la de la sombra.